# Armand Point

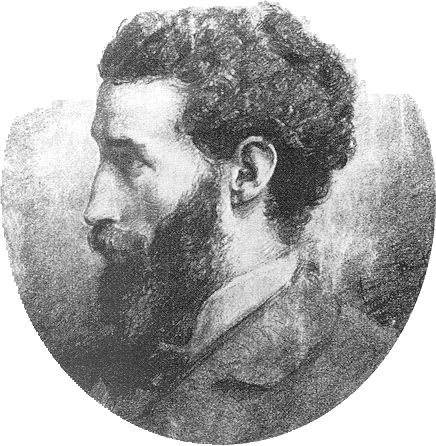
Armand Point

Armand Point (Algiers, 21 maart 1861 - Napels, maart 1932) was een Frans kunstschilder. Hij werd beïnvloed door de prerafaëlieten en wordt gerekend tot de stroming van het symbolisme.

## Leven en werk
Point ging in 1888 naar Parijs om te studeren aan de École des Beaux-Arts.Geboren in Noord-Afrika werd hij als kunstschilder aanvankelijk sterk beïnvloed door het oriëntalisme en hanteerde hij een realistische stijl. In 1893 reisde hij naar Italië, raakte daar onder de indruk van de meesters uit de vroege renaissance en begon te schilderen in tempera. Hij bewonderde Edward Burne-Jones, John Ruskin en de prerafaëlieten. Uiteindelijk ontwikkelde hij onder hun invloed een symbolistische stijl, waarbij hij veelvuldig koos voor thema’s uit de klassieken en de middeleeuwen.
Point verbleef in de jaren 1890 veelvuldig in Parijs en had in die tijd veel succes met exposities, onder andere in de Salon de la Rose-Croix en de Société Nationale des Beaux-Arts. In 1896 richtte hij een groepering op onder de naam Hauteclaire, die zich vooral richtte op decoratieve kunst, in de stijl van arts and crafts. Momenteel wordt hij gezien als een voorloper van de opkomst van de moderne kunst in Frankrijk.

## Galerij

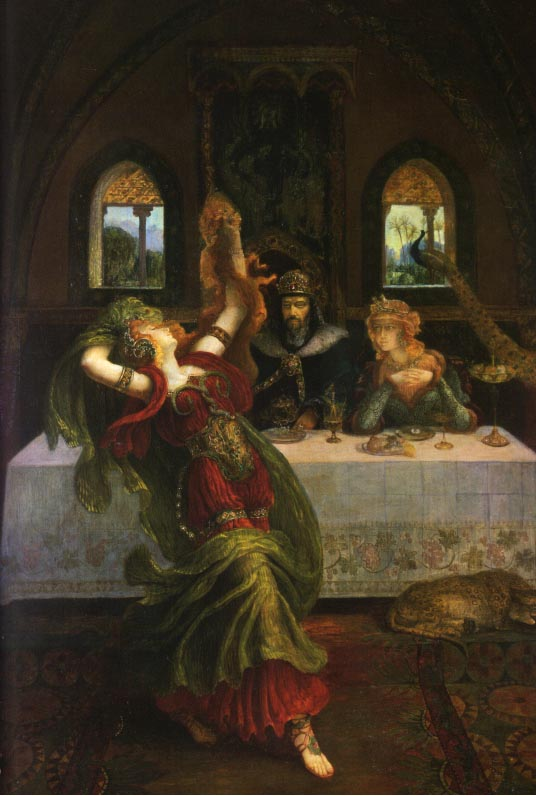
Salomé
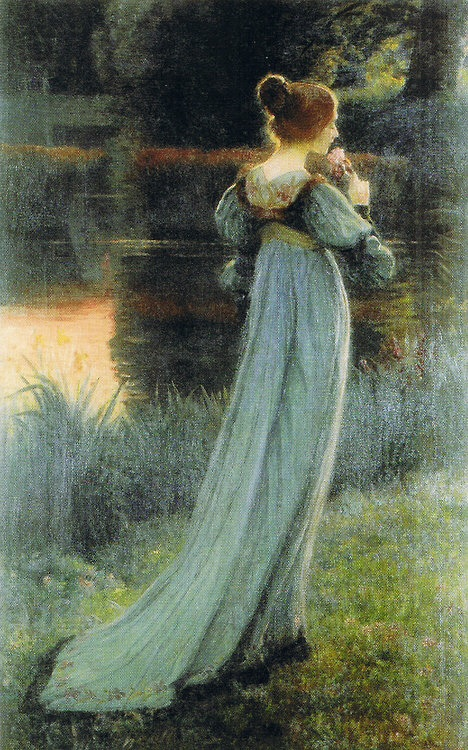
Contemplatie bij de vijver
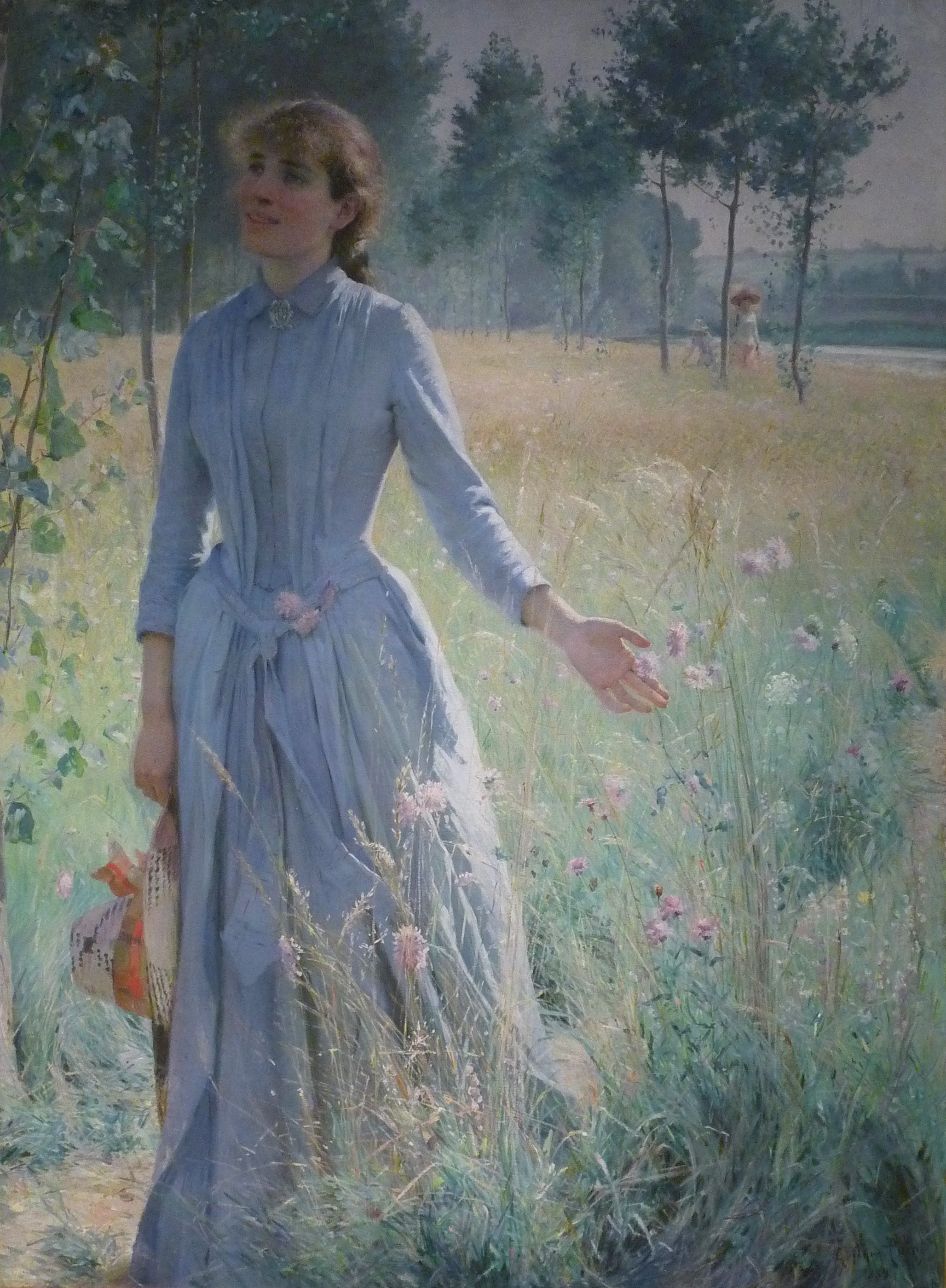
La Joie des choses
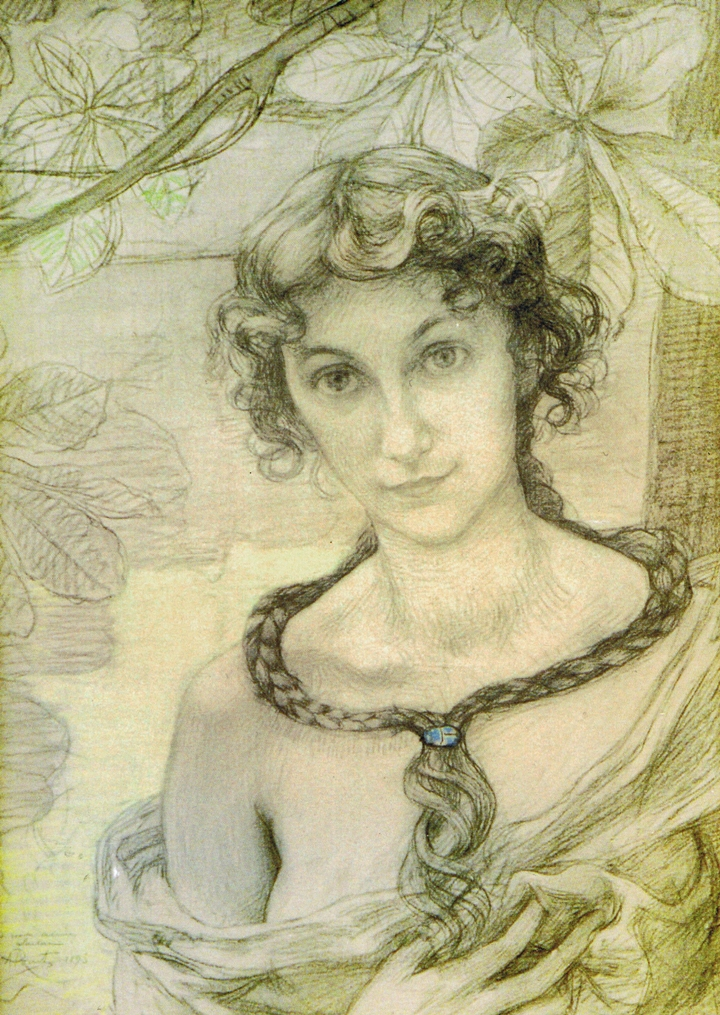
Hélène Lindner
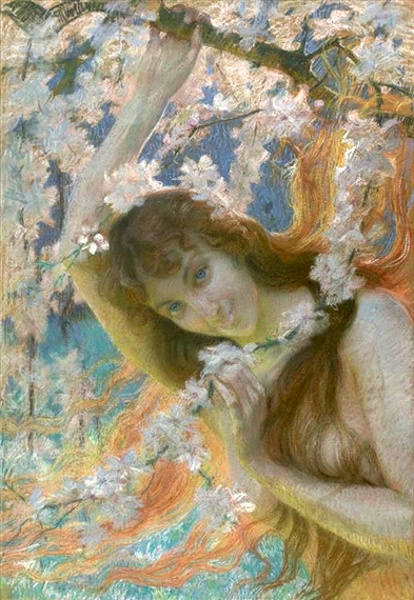
Kersenbloesem
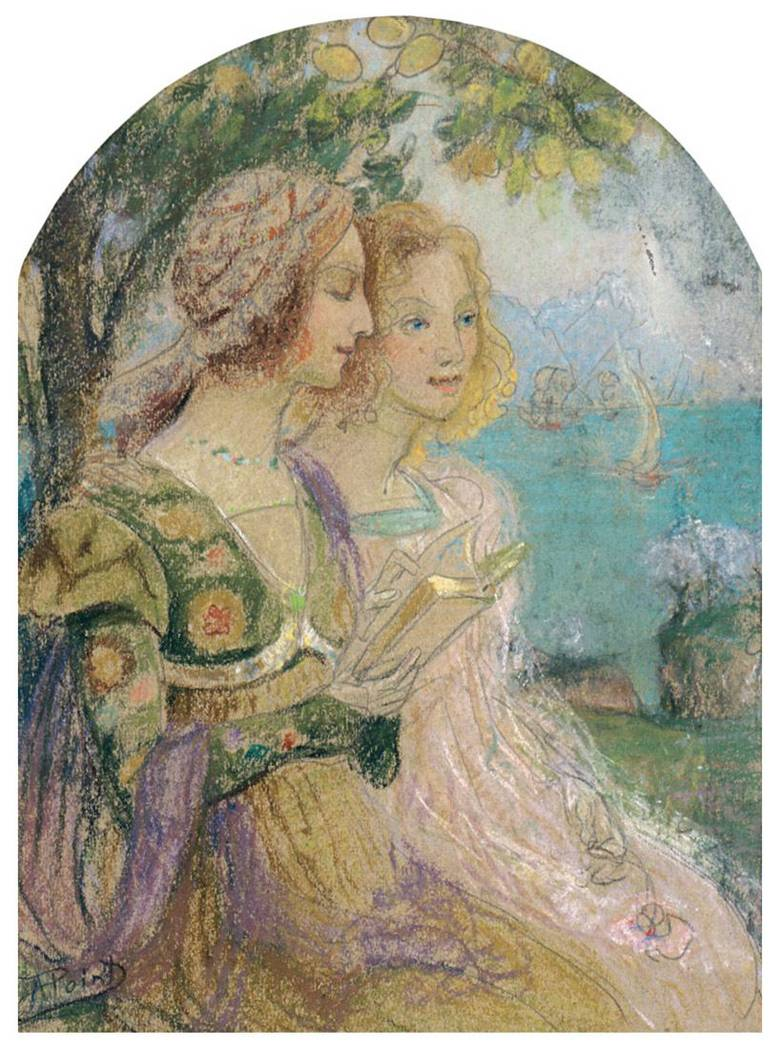
Légende Dorée (tempera)
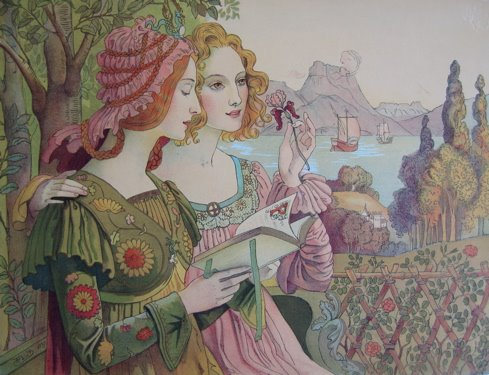
Légende Dorée (waterverf)
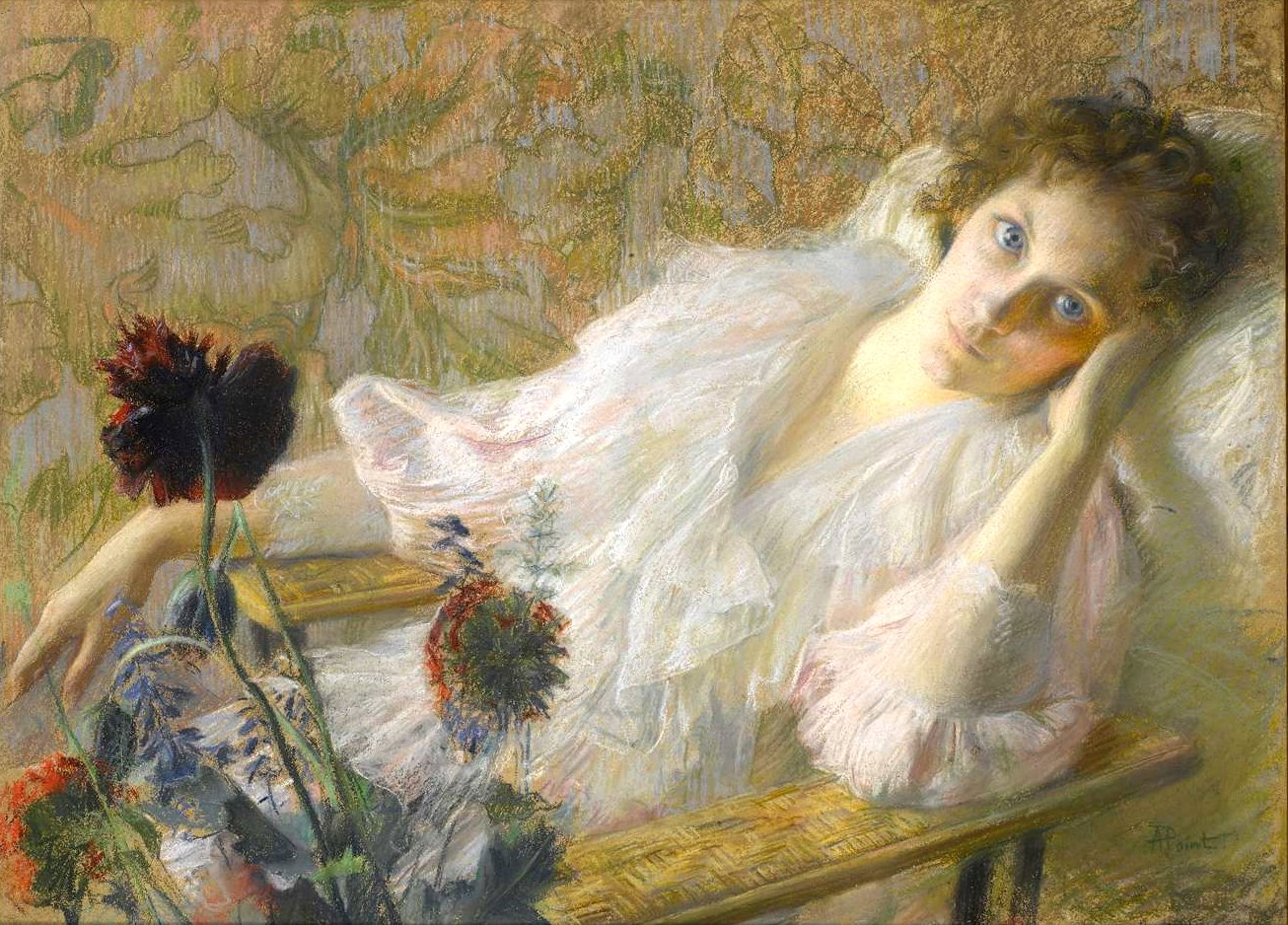
Âme d’Automne
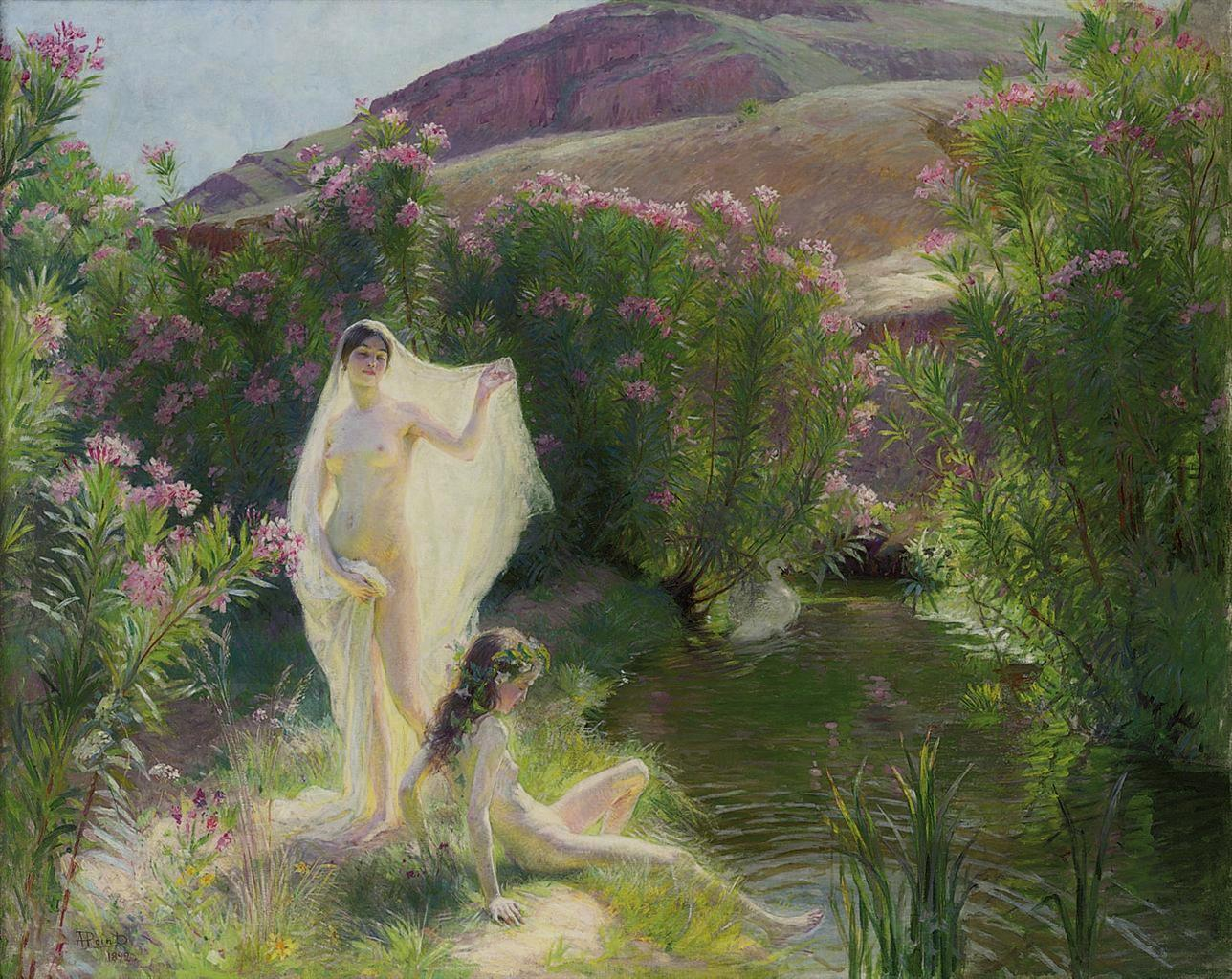
Les Baigneuses
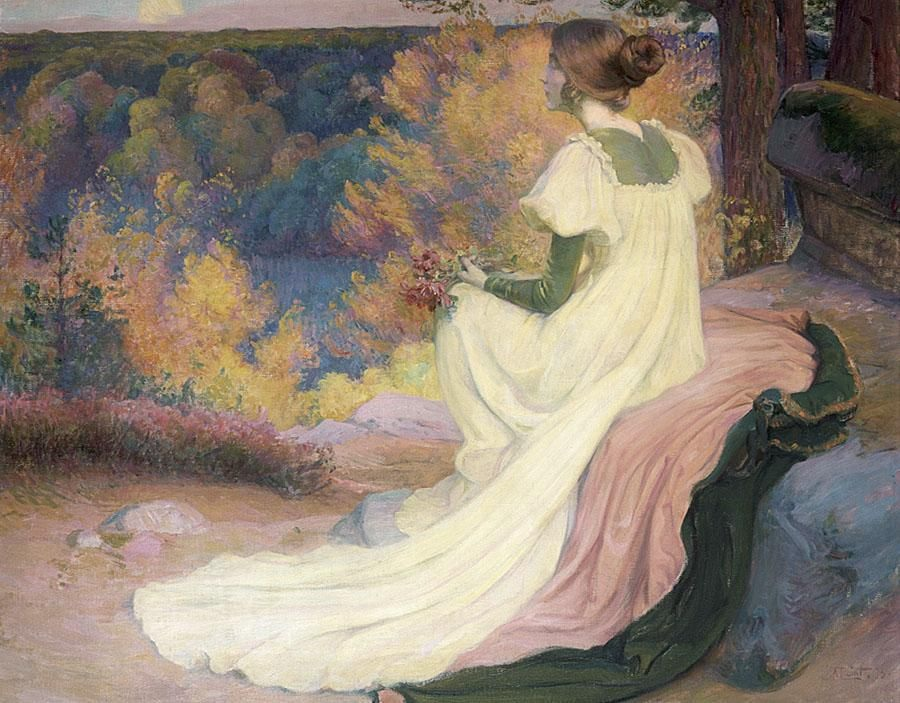
Automne